# Колиформне бактерије
Колиформне бактерије су примарно непатогени микроорганизми који нормално живе у доњим партијама интестиналног тракта (дебелом цреву) човека и топлокрвних животиња, и имају улогу у процесу правилног варања хране. Оне се свакодневно из организма човека и животиња излучују столицом, у спољашњу средину и зато се сматрају извором фекалног загађења земљишта и вода. Неке од њих живе и размножавају се у природној средини. Међу нефекалним примерима колиформних бактерија наводе се: Klebsiella sp., Citrobacter sp., Enterobacter sp.

## Излучивање колиформних бактерија
Колиформне бактерије се свакодневно из организма човека и животиња излучују столицом, из које потом доспијевају у отпадне воде, а преко њих у природне воде реципијенте отпадних вода и друга станишта. Уколико су у столици са напатогеним бактеријама нађу и патогене бактерије, оне ће заједно са колиформним бактеријама доспети у отпадне и природне воде.
Уколико су природне воде (потоци, реке, језера) оптерећени фекалијама, патогене бактерије, вируси и паразити такође могу бити у њима присутни, и тада представљају опасност за здравље људи, понекад и епидемијског карактера, који долазе у контакт са водом зараженом овим узрочницима. 
Од патогених бактерија излучених фекалијама могу настати следеће болести:
- Колера (Vibrio cholerae),
- Тифус, гастроенетеритис (Salmonella typhi),
- Гастроентеритис (Yersinia enterocolitica),
- Салмонелоза (Salmonella sp.),
- Дизентерија (Shigella sp.),
- Гастроентеритис (Escherichia coli),
- Симптоми грипа (Listeria monocytogenes)
- Гастроентеритис[4] (Campylobacter jejuni) — животињски извори.

## Индикатори фекалног загађења
Како су многе патогене бактерије присутне у природи у ниским концентрацијама,  њихово откривање је  тешко. И док се раздвајање фекалних од нефекалних колиформних бактерија врши при температури од  44.5°C, за њихово откривање користе се индикаторске бактерије за откривање вероватне присутности патогених бактерија. Индикаторске бактерије су примарно непатогене и природно се излучују у великом броју из људског и животињског интестиналног тракта. За ту намену од колиформних бактерија и фекалних стрептокока или ентерокока најподобнија је група индикаторских бактерија за процену хигијенског квалитета воде.
| Врсте            | Слика | Карактеристике |
| ---------------- | ----- | --- |
| Род Citrobacter  |       | - Опортунистички патогени - C. diversus може изазвати неонатални менингитис. |
| Род Enterobacter |       | - E. cloacae, E. sakazakii, E. aerogenes, E. agglomerans, E. gergoviae. - Опортунистички патогени који могу узроковати infekcije urinarnog trakta, septikemiju i meningitis. |
| Род Escherichia  |       | Припада породици Enterobacteriaceae и нормални је становник цревног тракта људи и животиња. И док се у хуманом гастроинтестиналном систему Escherichia coli понаша као микроорганизам безопасна по здравље људи, у другим деловима тела она може да изазове тешке интестиналне и екстраинтестиналне инфекције. На основу механизама патогених процеса разликује се пет типова интестиналних инфекција: - Први тип — ентеротоксигена Escherichia coli (ETEC) позната као путничка дијареја; - Други тип — ентеропатогена Escherichia coli (EPEC) која изазива дијареју код деце; - Трећии тип — ентерохеморагична Escherichia coli (EHEC) која напада ћелије дебелог црева у коме излучује ендотоксин егзотоксин (веротоксин или шига-лике токсин) изазивајући неколико форми крвне дијареје (хеморагични колитис); - Четврти тип — ентероагрегативне Escherichia coli (EAEC) изазивају акутну и хроничну дијареју (која траје дуже од 14 дана), - Пети тип — ентероинвазивне Е. Escherichia coli (EIEC) i изазива синдром сличан дизентерији са температуром и крвавим столицама и/или путничку дијареју нарочито код млађе деце. Често изазивају инфекције мокраћних путева, болничке инфекције, септикемију и менингитис. |
| Род Hafnia       |       | - Опортунистички патогени мокраћног система. |
| Род Klebsiella   |       | - Опортунистички патогени који могу узроковати бактеријемију, пнеумонију, инфекције мокраћног система и болничке инфекције. |
| Род Morganella   |       | - Опортунистички патогени који могу узроковати бактеријемију, инфекције мокраћног и респираторног система. |

## Доказивање присуства у води
Присутност колиформних бактерија у води доказује се на високо селективној хромогеној подлози EC X-GLUC агару  инкубацијом на 35,0±0,5°C/48 h  (укупни колиформи) или на44,5±0,2°C/24 h (фекални колиформи).
Раст Грам-позитивних бактерија је инхибиран жучним солима у саставу подлоге. Подлога садржи X-GLUC (5-бромо-4-хлоро-3-индолил β-D-глукоронид) за доказивање присутности ензима β-глукоронидазе. 
Од колиформних бактерија само Escherichia coli (и неки сојеви Salmonella i Shigella) поседују β-глукуронидазу, која може разградити X-GLUC о плаво обојених продуката. Зато порасле колоније E. coli добијају плаву боју, а колоније других колиформних бактерија (Citrobacter, Enterobacter, Klebsiella, Proteus) белу до жућкасту боју. 
Због присуства триптофана у подлози директно се могу доказати индол-позитивне колоније. Додатком пар капи Kovatz-евог реагенса за доказивање индола на плочи, око индол-позитивних колонија E. colli стварају се црвени прстенови, што их разликује од евентуално пораслих плавих колонија из рода Salmonella и Shigella.